# Hino de Goiana
O Hino Municipal de Goiana, Pernambuco foi criado pela lei municipal nº 959, de 2 de setembro de 1966, na administração do ex-prefeito Lourenço de Albuquerque Gadelha. Com a letra e música criadas por Álvaro Alvin da Anunciação Guerra, que foi músico da Banda Curica e Orquestração feita pelo maestro Guedes Peixoto, que participou da Banda Saboeira. O hino faz, em sua letra, alusões a Batalha de Tejucupapo e a Revolução Pernambucana.